# Запольяи
За́польяи, За́пойяи или За́полья (венг. Zapolyai, Szapolyai), а равным образом Заполье или Запольские (хорв. Zapolje, Zapoljski) — венгерский магнатский род XV—XVI веков, хорватского происхождения. Наиболее известными представителями являются:
- Тврде Заполье (Tvrde Zapolje) — родоначальник, основатель Тврдич-града; состоял в родстве с боснийскими банами Боричами.
- Имре (Мирко) Запольяи (ок. 1420 — 1487) — палатин Венгерского королевства (с 1486), подскарбий Венгерского королевства (с 1459). Бан Славонии и Хорватии (1464—1466), губернатор Боснии (1464—1465).
- Иштван (Степан) Запольяи (ум. 1499) — младший брат предыдущего, палатин Венгрии, наместник короля Матвея Корвина в Силезии (с 1474), Лужице и Австрии (с 1490). Комендант Вены и палатин Венгрии (с 1492).
- Миклош Запольяи (ум. 1468) — епископ Семиградья (Трансильвании) с 1461 года.
- Янош I (Иван) Запольяи (1487 — 1540) — сын Иштвана Запольяи, венгерский магнат, воевода Трансильвании с 1511 года; с 1526 года — король Венгрии и первый князь Трансильвании.
- Дьёрдь Запольяи (1488 — 1526) — венгерский полководец, павший в Мохачской битве 29 августа 1526 г.
- Барбара Запольяи (1495 — 1515) — дочь Иштвана Запольяи, в браке с Сигизмундом Старым (1512) – королева Польши, великая княгиня Литовская.
- Янош II (Иван-Сигизмунд) Запольяи (1540—1571) — сын Яноша I Запольяи, с 1540 по 1570 год король Венгрии и второй князь Трансильвании. С его смертью, род пресёкся.[источник не указан 2733 дня]